# Violet (canción)
«Violet» es un canción de la banda de rock alternativo Hole, lanzada en enero de 1995 por Geffen. Fue el tercer sencillo que se lanzó de su segundo álbum, Live Through This, después de "Doll Parts" y "Miss World". Esta canción fue lanzada después de un periodo de extensas giras por la banda, durante los años 1994 y 1995. Es considerada una de las mejores canciones de los años 90.
Courtney Love ha declarado que la canción fue escrita sobre su relación con el líder de los Smashing Pumpkins, Billy Corgan, en 1990, y la letra habla desde el punto de vista de un narrador enojado que ha abandonado un romance. La canción también explora temas de explotación sexual y autodegradación.

## Composición
Courtney Love comenzó a escribir Violet en el verano de 1991, antes del lanzamiento del primer álbum de Hole, Pretty On The Inside. Letras de la canción aparecen en un cartel diseñado por Love para promocionar un concierto en el club de Los Ángeles, Jabberjaw, realizado el 7 de agosto de 1991. La primera puesta en escena de "Violet" tuvo lugar en Detroit el 31 de octubre de 1991.
"Violet" fue grabada en un estudio de la BBC por el locutor John Peel y emitida por BBC Radio el 19 de noviembre de 1991.

## Créditos
Hole
- Courtney Love –  vocales, guitarra
- Eric Erlandson – guitarra, composición
- Kristen Pfaff – bajo, coros
- Patty Schemel – batería, percusión

## Información adicional
- Esta canción es la música de fondo en la parte de Marcos Appleyard en el video de Really Sorry producido por Flip Skateboards.
- También fue utilizado para el tráiler de la película Tank Girl.
- La cubierta del sencillo y del sencillo en CD es una fotografía de una niña fallecida del siglo XIX. Lo más probable sea un daguerrotipo, o una fotografía ferrotipo post mortem. Está extraída de los archivos históricos de Stanley B. Burns.
- La canción aparece en los créditos finales de la película Jennifer's Body, un epónimo de otra canción de Hole, protagonizada por Megan Fox.
- El tema también fue empleado en la comedia de terror Detention (2011) durante una secuencia de retroceso temporal, como música de ambientación para el año 1994.